# Chunjian (sockenhuvudort i Kina, Zhejiang Sheng, lat 30,08, long 119,83)
Chunjian är en sockenhuvudort i Kina. Den ligger i provinsen Zhejiang, i den östra delen av landet, omkring 38 kilometer sydväst om provinshuvudstaden Hangzhou. Antalet invånare är 6 429. Befolkningen består av 3 122 kvinnor och 3 307 män. Barn under 15 år utgör 12,0 %, vuxna 15-64 år 73 %, och äldre över 65 år 14,0 %.
Runt Chunjian är det tätbefolkat, med 343 invånare per kvadratkilometer. Närmaste större samhälle är Fuyang, 12,3 km öster om Chunjian. I omgivningarna runt Chunjian växer i huvudsak blandskog.
Genomsnittlig årsnederbörd är 2 072 millimeter. Den regnigaste månaden är juni, med i genomsnitt 365 mm nederbörd, och den torraste är januari, med 83 mm nederbörd.